# 채널A 뉴스특급
《채널A 뉴스특급》은 대한민국에서 평일 오후 1시 20분 , 토요일 오전 9시 20분에 텔레비전으로 방송하는 채널A의 평일 오후, 주말 오전 시간대 뉴스 프로그램이다.

## 진행자
- 김종석, 황수현 (평일)
- 김성진, 노은지 (토요일)

## 그 외 채널A 뉴스 프로그램
- 뉴스A LIVE
- 정치 데스크
- 채널A 뉴스 TOP 10
- 뉴스A
- 채널A 뉴스 스테이션
- 채널A 뉴스뱅크

## 평일 동시간대 경쟁 뉴스 프로그램
- KBS 뉴스타임 (KBS 2TV)
- 뉴스를 쏘다 (TV조선)
- JTBC 뉴스 현장 (JTBC)

## 토요일 동시간대 경쟁 뉴스 프로그램
- KBS 930 뉴스 (KBS 1TV)

| 채널A의 평일 프로그램 |                |               |
| 이전                  | 채널A 뉴스특급 | 다음          |
| 재방송                | 채널A 뉴스특급 | 재방송        |
| 오전 11시 50분        | 오후 1시 20분  | 오후 2시 50분 |
|                       |                |               |

| 채널A의 토요일 프로그램 |                |                |
| 이전                    | 채널A 뉴스특급 | 다음           |
| 토요 랭킹쇼             | 채널A 뉴스특급 | 아빠본색       |
| 오전 8시                | 오전 9시 20분  | 오전 10시 40분 |
|                         |                |                |